# 근대 건축

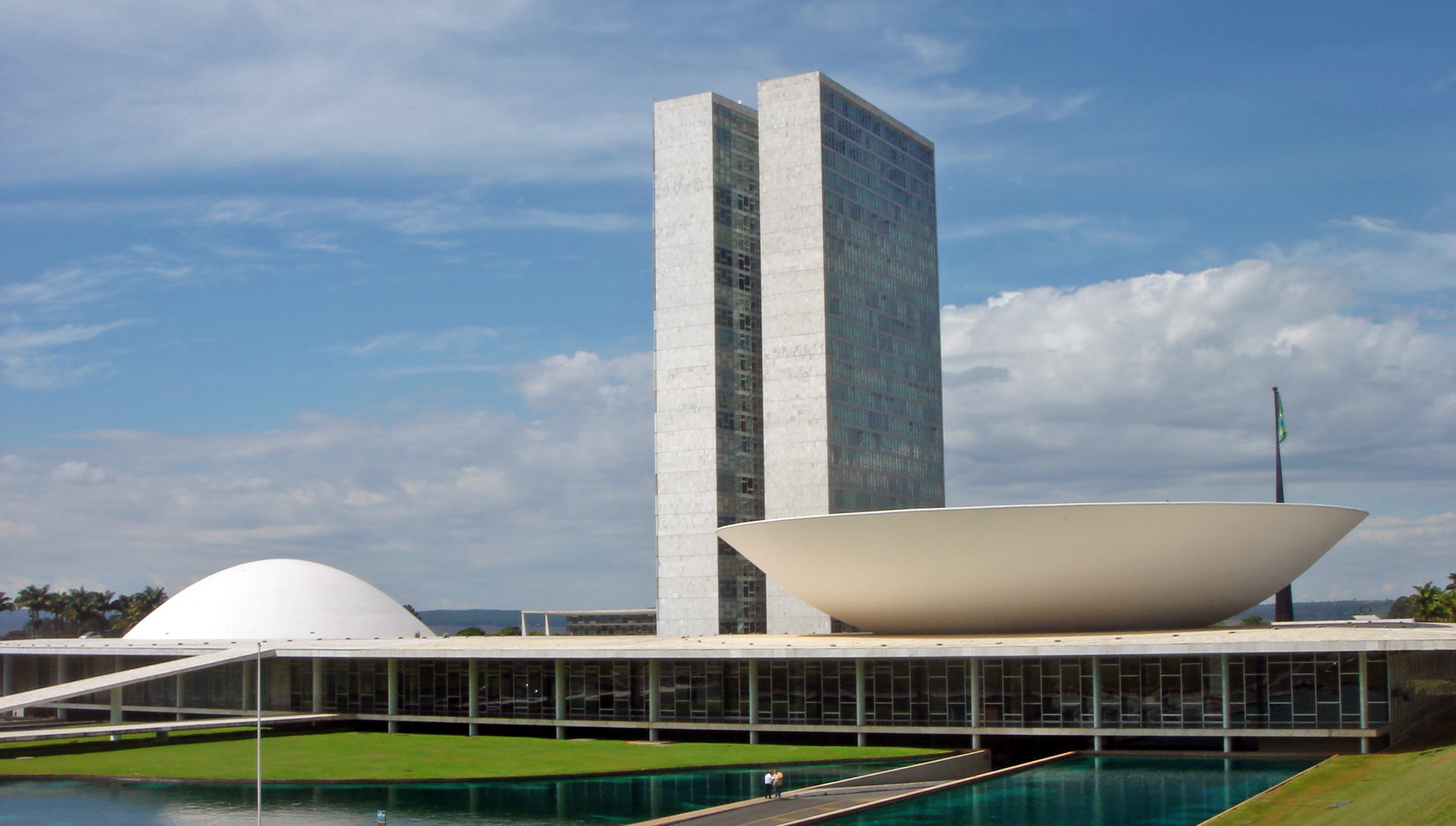

근대 건축(近代建築, Modern Architecture) 혹은 모더니즘 건축은 19세기 이전의 전통적인 건축 양식을 비판하고 시민 혁명과 산업 혁명 이후의 사회의 현실에 맞는 건축을 만들려는 근대 건축 운동이다. 매우 지배적인 운동이나, 구체적인 범위나 정의는 다양하다. 그 형태에 있어서 수많은 세부적인 운동, 디자인 학파, 건축 양식을 취할 수 있으며 이들은 서로 견제하기도 하고 함께 분류되기를 거부하기도 한다.
모더니즘 사상은 20세기 근대 건축의 중심적인 테마이다. 1차대전 이후 유럽에서, 2차 대전 이후 급격히 전세계적 인기를 얻은 모더니즘 건축은, 많은 건축가와 건축 교육자들에게 채택되어 21세기까지 지배적인 건축양식의 위치를 지켰다. 모더니즘에 대한 반동으로 포스트모던 사조가 탄생하였으며, 포스트모더니즘에 대한 반동으로 네오모더니즘이 태어났다.
근대 건축 역사에 있어 중요한 건축가로는 루트비히 미스 반 데어 로에, 르 코르뷔지에, 발터 그로피우스, 에리히 멘델존, 프랭크 로이드 라이트 등이 있다.

## 같이 보기
- 생태근대주의
- 근대 미술
- 뉴어버니즘